# Simon Marks, 1. Baron Marks of Broughton
Simon Marks, 1. Baron Marks of Broughton (* 9. Juli 1888 in Leeds; † 8. Dezember 1964) war ein britischer Unternehmer. Er war einer der Gründer des Konzerns Marks & Spencer.

## Leben und Tätigkeit

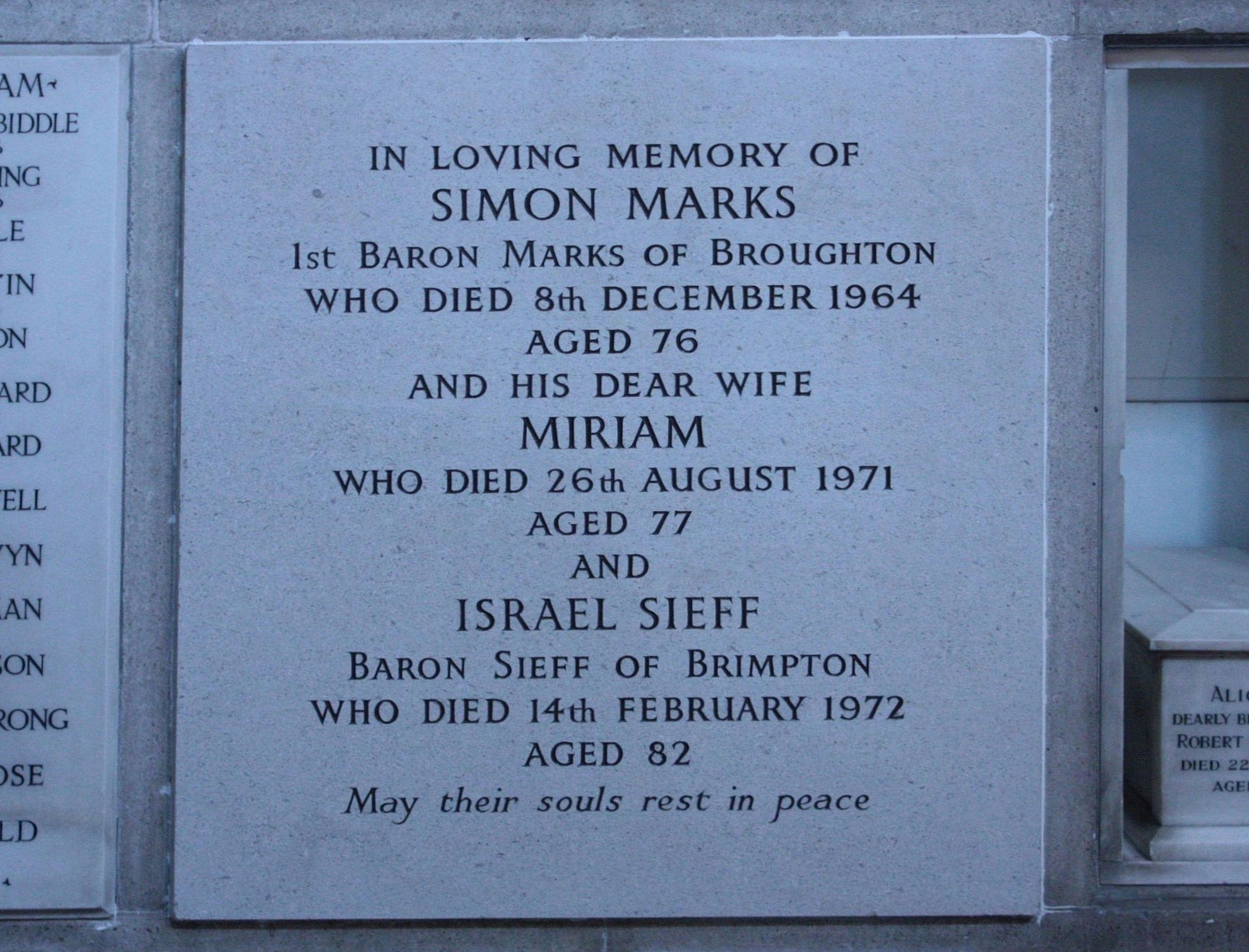
Grabstätte von Simon Marks und Israel Sieff im Golders Green Crematorium in London

Marks war ein Sohn von Michael Marks. Er besuchte die Manchester Grammar School. 1907 erbte Marks von seinem Vater eine Anzahl von als „Penny Bazaars“ (etwa: Groschenbazare) bezeichneten Läden, die dieser zusammen mit Thomas Spencer gegründet hatte. Zusammen mit Israel Sieff baute Marks auf Grundlage dieser Läden den Kaufhauskonzern Marks & Spencer auf.
Marks wurde 1944 zum Ritter geschlagen, so dass er sich fortan als Sir bezeichnen durfte. 1961 erfolgte die Erhebung in den Adelsstand als Baron Marks of Broughton, of Sunningdale in the Royal County of Berks. Er wurde im Golders Green Crematorium in London eingeäschert, wo sich auch seine Asche befindet.

## Familie
Marks war mit Miriam Sieff, einer Schwester seines Partners Israel Sieff, verheiratet. Mit dieser hatte er einen Sohn, Michael, der als 2. Baron Marks of Broughton seinen Adelstitel erbte.